# XXXVIIIe congrès du Parti communiste français
Le XXXVIIIe congrès du Parti communiste français (PCF) se tient du 23 au 25 novembre 2018 à Ivry-sur-Seine.

## Contexte
Ce congrès extraordinaire est convoqué à la suite d’une mauvaise séquence électorale pour le parti.

## Textes soumis aux votes des communistes
Les 2 et 3 juin 2018, le conseil national adopte une proposition de base commune de la direction du parti, intitulé « Le communisme est la question du XXIe siècle ». Ce texte est néanmoins déjà contesté, il n'obtient que 50 voix sur 90. 
Trois textes alternatifs sont proposés :
- Le texte alternatif 1, « Se réinventer ou disparaître ! Pour un printemps du communisme », autour d'Elsa Faucillon et de Stéphane Peu, appelle au rapprochement avec La France insoumise ;
- Le texte alternatif 2, « Pour un manifeste du Parti communiste du XXIe siècle », résultant d'une coalition entre diverses personnalités de la section économie du PCF, du député André Chassaigne et du réseau Faire Vivre et Renforcer le PCF, vise à réaffirmer l'identité du PCF, tout en se distançant de La France insoumise ;
- Le texte alternatif 3, « PCF : Reconstruire le parti de classe, priorité au rassemblement dans les luttes », est proposé par les « marxistes orthodoxes », autour d'Emmanuel Dang Tran, qui avait soutenu un texte alternatif du même nom au précédent congrès.

## Vote sur la base commune
Ce vote se tient le 6 octobre 2018.
| Texte | Résultat | Résultat |
| Texte | Voix     | %        |
| --- | -------- | -------- |
| « Pour un manifeste du Parti communiste du XXIe siècle » Texte alternatif 2                                  | 12 719   | 42,14 %  |
| « Le communisme est la question du XXIe siècle » Proposition de base commune adoptée par le Conseil national | 11 467   | 38,00 %  |
| « Se réinventer ou disparaître ! Pour un printemps du communisme » Texte alternatif 1                        | 3 607    | 11,95 %  |
| « PCF : Reconstruire le parti de classe, priorité au rassemblement dans les luttes » Texte alternatif 3      | 2 387    | 7,91 %   |
| |          |          |
| Inscrits | 49 231   | -        |
| Votants | 30 841   | 62,65 %  |
| Blancs ou nuls                                                                                               | 661      | 2,14 %   |
| Suffrages exprimés                                                                                           | 30 180   |          |

La plate-forme gagnante est celle soutenue par les députés communistes André Chassaigne et Fabien Roussel. La base commune proposée par la direction sortante du Parti communiste français, emmenée par Pierre Laurent, est mise en minorité : c'est la première fois de son histoire que le PCF voit sa direction mise en minorité,. Cette situation fragilise la position de Pierre Laurent en vue de l'élection du secrétaire national,,.

## Élection du secrétaire national
L'élection du secrétaire national se tient le 25 novembre 2018, au cours du congrès. La liste dirigée par Fabien Roussel est adoptée par les délégués par 442 voix sur 569, pour 127 bulletins blancs ou nuls,.
Le congrès acte la fin du Front de gauche, le PCF reprenant son autonomie pour pouvoir s'allier tantôt à La France insoumise tantôt au Parti socialiste au niveau local selon Mediapart.

## Membres de la direction
- Secrétaire national : Fabien Roussel
- Coordinateur de l'exécutif : Igor Zamichiei
- Président du Conseil national : Pierre Laurent
- Trésorier national du PCF : Denis Rondepierre
- Porte-paroles : Ian Brossat et Cécile Cukierman
- Membres du Comité : Jérémy Bacchi, Lydie Benoist, Hélène Bidard, Sandra Blaise, Frédéric Boccara, Céline Brulin, Marie-Christine Burricand, Olivier Dartigolles, Pierre Dharréville, Fabien Gay, Marie-Jeanne Gobert, Fabien Guillaud-Bataille, Mina Idir, Karina Kellner, Sébastien Laborde, Pierre Lacaze, Patrick Le Hyaric, Émilie Lecrocq, Fabienne Lefebvre, Annie Levi-Cyferman, Véronique Mahé, Sarah Misslin, Maryse Montagnon, Jean-Charles Nègre, Alain Pagano, Christian Picquet, Hervé Poly, Guillaum Roubaud-Quashie, Marine Roussillon, Lydia Samarbakhsh, Aymeric Seassau, Nathalie Simonnet, Évelyne Ternant et Marie-Pierre Vieu.